# Ториковское
Ториковское (фин. Alusjärvi) — озеро на территории Гончаровского сельского поселения Выборгского района Ленинградской области.

## Общие сведения
Площадь озера — 0,7 км². Располагается на высоте 21,2 метров над уровнем моря.
Форма озера лопастная, продолговатая: вытянуто с северо-запада на юго-восток. Берега изрезанные, каменисто-песчаные, преимущественно заболоченные.
Из юго-восточной оконечности озера вытекает ручей Долгунец, втекающий в протоку без названия, впадающую в озеро Большое Раковое, из которого вытекает река Булатная, впадающая в озеро Вуокса.
В озере расположено несколько безымянных острова различной площади.
Вдоль северо-восточного берега озера проходит просёлочная дорога.
Название озера переводится с финского языка как «корабельное озеро».
Код объекта в государственном водном реестре — 01040300211102000012127.